# Рапперсвиль (Санкт-Галлен)
Рапперсвиль (нем. Rapperswil SG) — населённый пункт в Швейцарии, в кантоне Санкт-Галлен.
Входит в состав округа Зее-Гастер. Находится в составе коммуны Рапперсвиль-Йона. Население составляет 7601 человек (на 31 декабря 2006 года). Официальный код — 3316.

## Фотографии

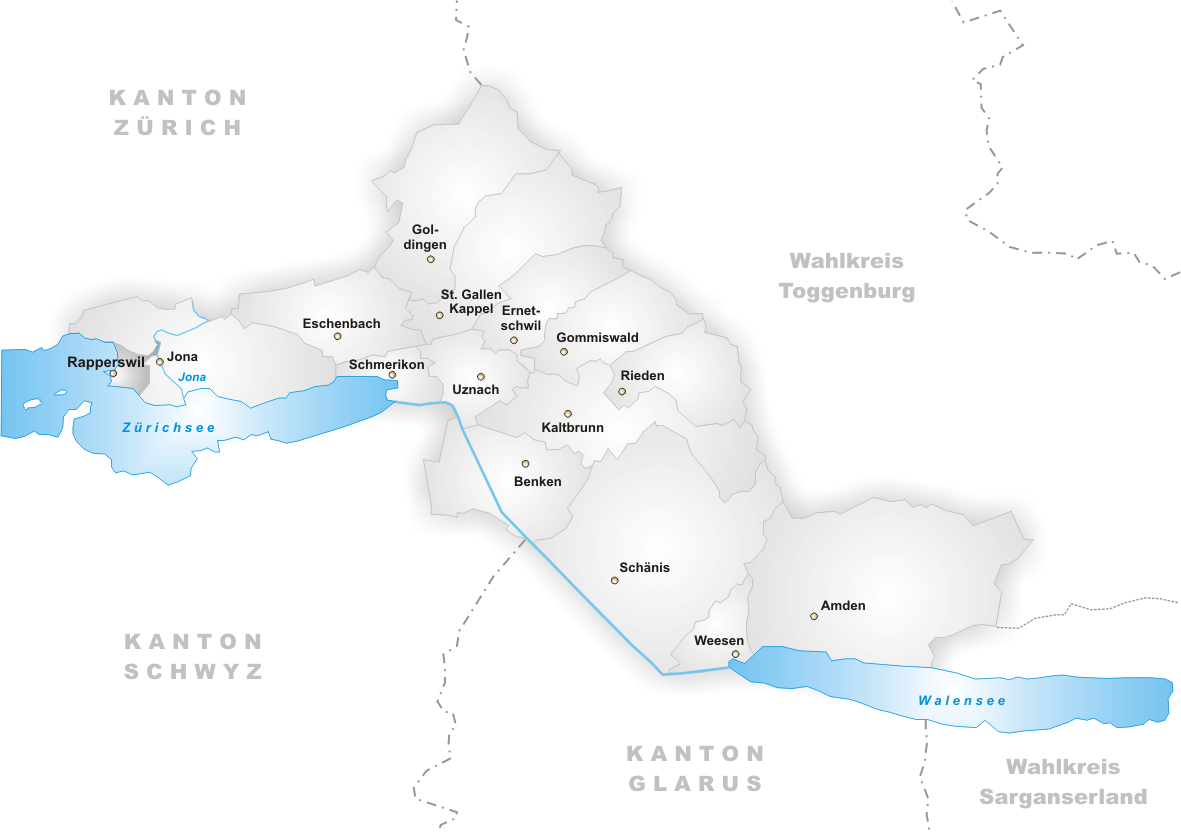
Рапперсвиль на карте
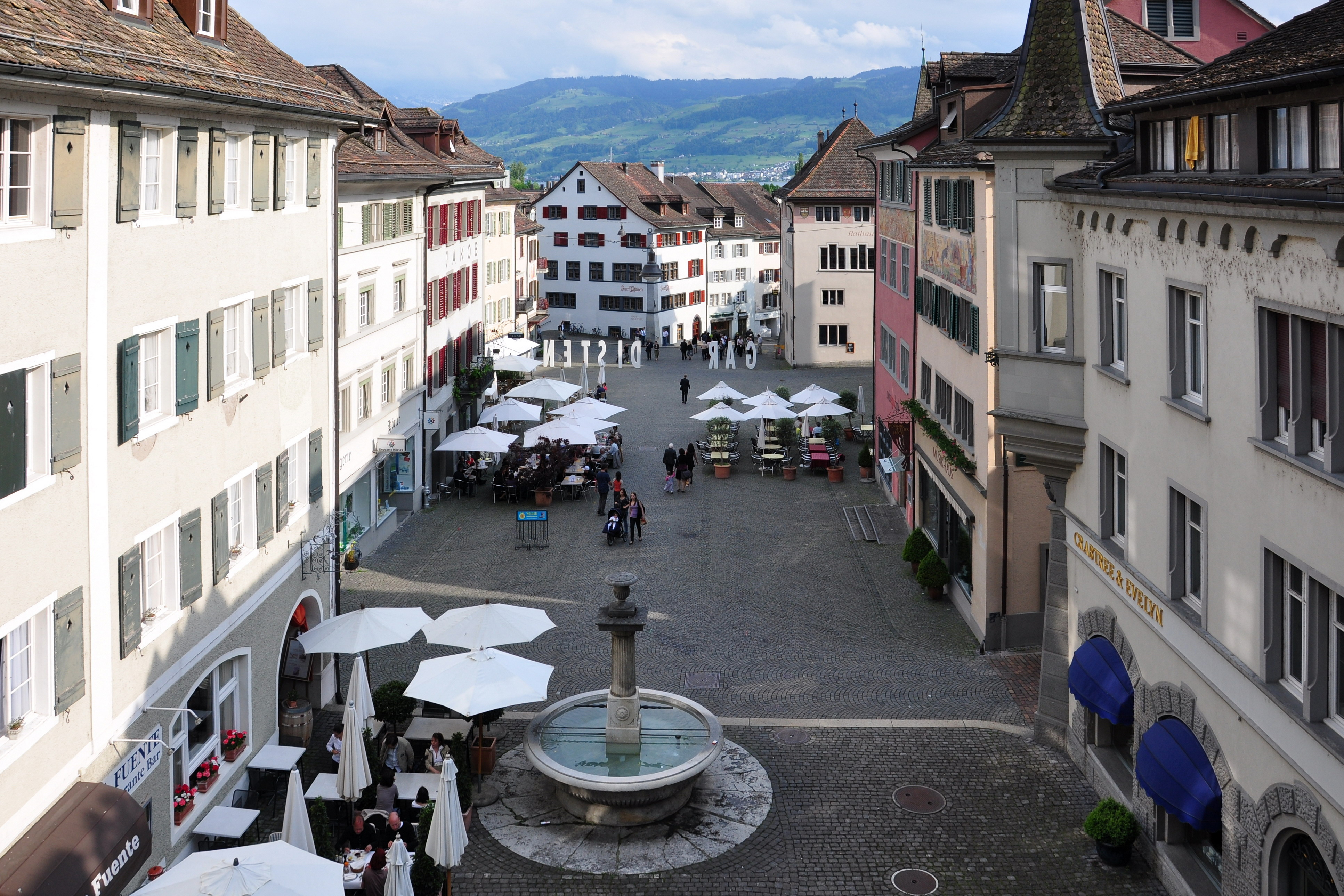
Главная площадь
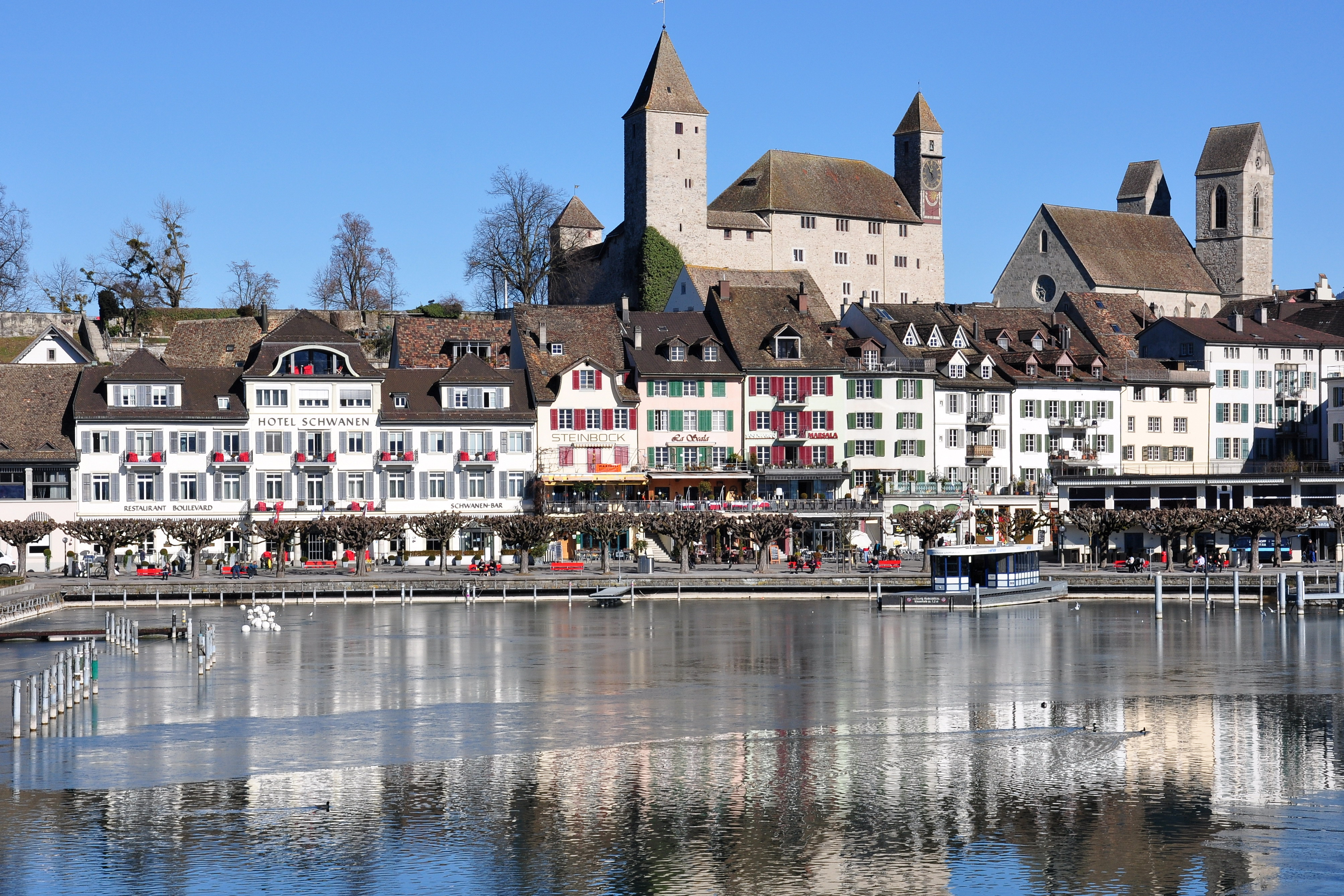
Променад и возвышающийся над городом замок
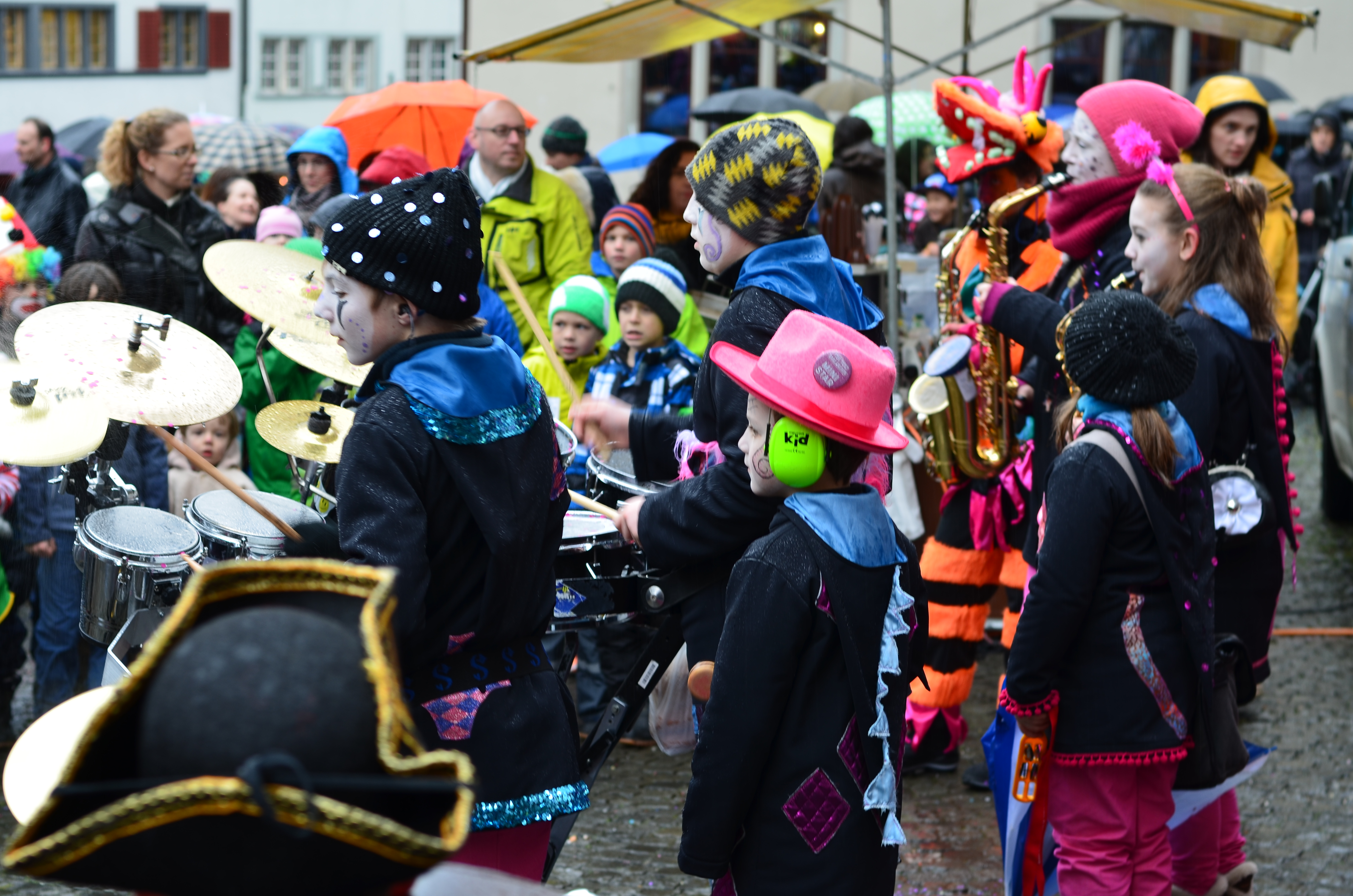
Фастнахт в 2014